# Zorotypus huxleyi
Zorotypus huxleyi är en jordlusart som beskrevs av Bolivar y Pieltain och Coronado 1963. Zorotypus huxleyi ingår i släktet Zorotypus och familjen Zorotypidae. Inga underarter finns listade i Catalogue of Life.